# 상아

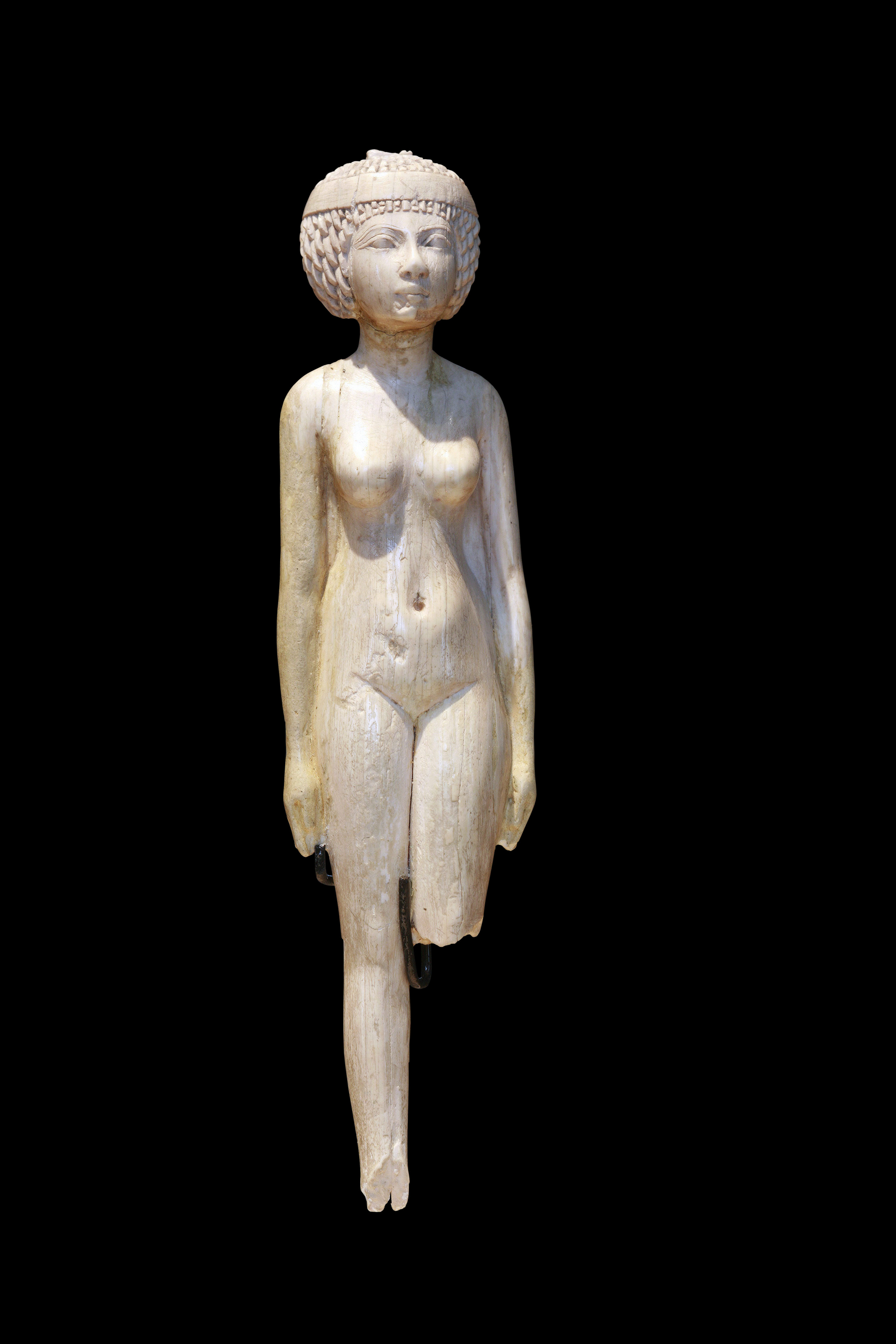
이집트 제3중간기의 상아 조각 작품.

상아 (象牙, Ivory)는 조각 및 장식품 재료의 일종으로, 넓게는 예술적 용도로 쓰기에 충분할 정도로 크게 자란 포유류 치아의 총칭이며 좁게는 장비목에 속하는 동물들의 엄니를 가리키는 단어이다. 상아질로부터 형성되며 코끼리, 하마, 바다코끼리, 매머드, 일각고래 같은 동물의 이와 엄니의 거의 대부분을 구성한다.
상아는 많은 장식품과 실용적인 사용에 이용되어온 상태이다. 플라스틱의 도입 전에, 당구공, 피아노 키, 스코틀랜드의 백파이프, 버튼, 도미노,, 연결관, 장식용품의 넓은 범위에 이용되었다.
최근에는 밀렵꾼들로 인해 상아가 작은 수컷 코끼리들의 생존율이 높아져 전체적으로 상아가 없는 수컷 코끼리가 늘고 있다. 상아 거래가 완전히 없어지지 않는 한 유지될 현상이다.

## 같이 보기
- 상아탑